# 엔니오 판타스티키니

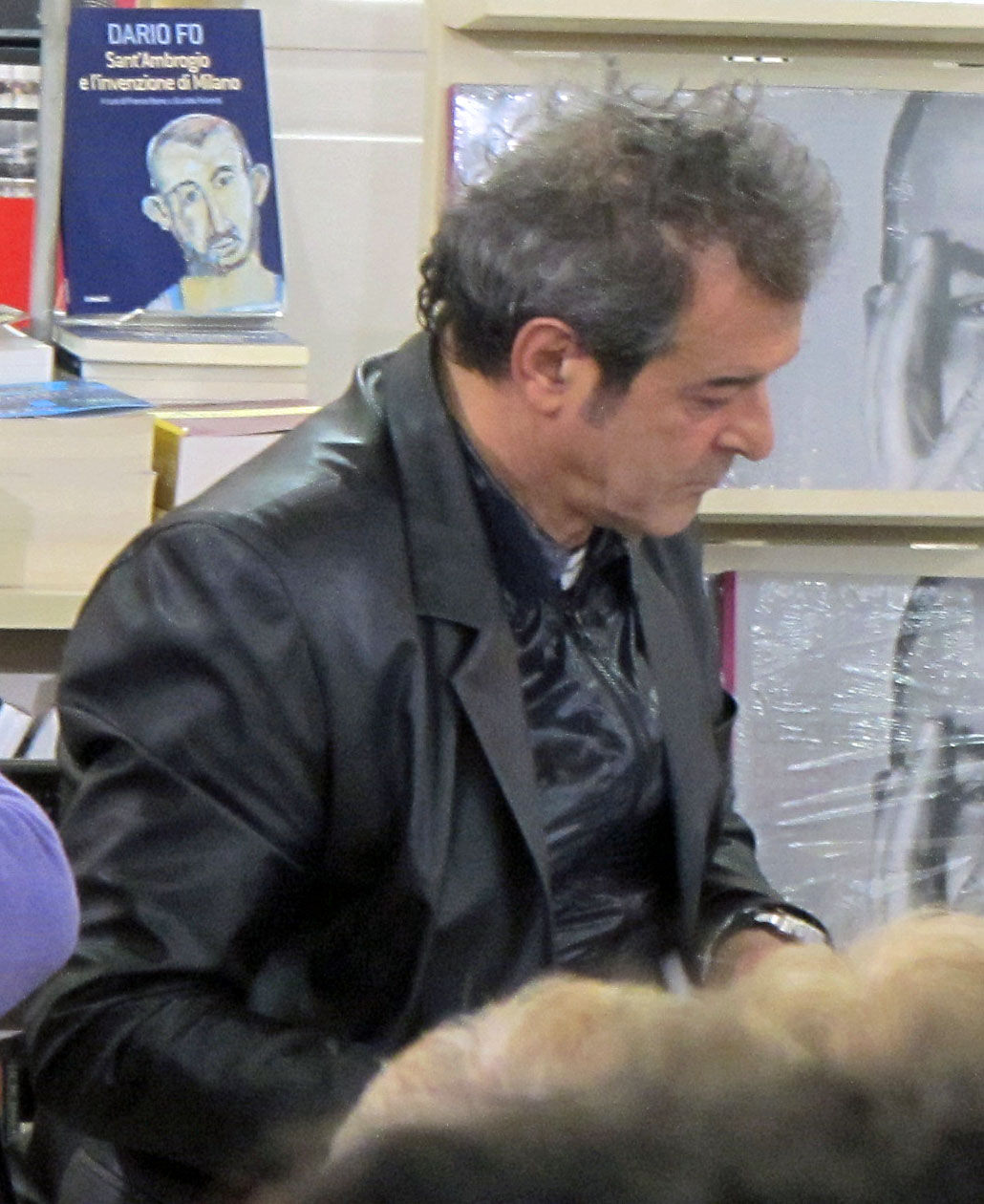

엔니오 판타스티키니(이탈리아어: Ennio Fantastichini, 1955년 2월 20일 ~ 2018년 12월 1일)는 이탈리아의 배우이다.
갈레세에서 태어났으며 나폴리에서 백혈병으로 사망하였다.

## 영화
- 패밀리 (2017년)
- 스터프 오브 드림스 (2016년)
- 커피: 인생의 맛 (2016년)
- 나와 그녀 (2015년)
- 왕의 도착 (2011년)
- 캔톤 가족 대소동 (2010년)
- 포르타파시 (2009년)
- 비올라 디 마레 (2009년) - 살바토르 역
- 르 옴브레 로제 (2009년)
- 돈 조반니 (2009년) - 살리에리 역
- 새턴 인 오퍼지션 (2007년)
- 나이트 버스 (2007년) - 마테라 역
- 루사 푼제카 (2002년)
- 사도 바울 (2000년) - 피터 역
- 비올라 (1998년)
- 알라 투르카 (1996년)
- 스페셜 킬러 (1995년)
- 브론디 (1992년)
- 오픈 도어스 (1990년)
- 시실리 마피아 (1984년)

## 드라마
- 나폴레옹 (2002년, A&E) - 조셉 보나파르트 역